# Salvador Gómez
 (décembre 2017).
Si vous disposez d'ouvrages ou d'articles de référence ou si vous connaissez des sites web de qualité traitant du thème abordé ici, merci de compléter l'article en donnant les références utiles à sa vérifiabilité et en les liant à la section « Notes et références ».
Salvador Emilio Gómez Agüera dit Chava (né le 11 mars 1968 à Santander) est un joueur de water-polo espagnol.
Il remporte la médaille d'argent lors des Jeux olympiques de 1992 puis celle d'or à ceux de 1996 à Atlanta.